# Robert Simonds
Robert Bruce Simonds Jr. (Phoenix, 27 luglio 1964) è un produttore cinematografico statunitense.
È uno dei più prolifici e redditizi produttori cinematografici di Hollywood. Gli oltre 30 film da lui prodotti hanno generato un fatturato di oltre 3,5 miliardi di dollari.
Tra i film prodotti vi sono Waterboy, Oggi sposi... niente sesso, La Pantera Rosa, Herbie - Il super Maggiolino, The Foreigner, Nella tana dei lupi, Red Zone - 22 miglia di fuoco e Songbird.

## Biografia
Nato a Phoenix, in Arizona è il figlio di Bruce Robert Simonds, Sr., un uomo d'affari. Si è laureato in filosofia a Yale.
Nel 1999 ha sposato Anne Oughton Biondi, figlia di Carol Oughton e Frank J. Biondi, con la quale risiede a Los Angeles assieme alle sue quattro figlie.
Sua sorella Cinthia ha sposato il golfista Curt Byrum.